# هيو رالستون كروفورد
هيو رالستون كروفورد (بالإنجليزية: Hugh Ralston Crawford)‏ هو مهندس ومهندس مدني أسترالي، ولد في 1876، وتوفي في 1954 في ملبورن في أستراليا.